# Dalls bruinvis
De Dalls bruinvis of Dall-bruinvis (Phocoenoides dalli) is een soort bruinvis. De soort is genoemd naar William H. Dall die ze in de jaren 1870 in Alaska voor het eerst waarnam.

## Uiterlijk
Dall-bruinvissen lijken wat op orka's: ze hebben een donkergrijze tot zwarte rug en een witte buik en flanken. Op de staart en rugvin zijn lichtgrijze tot witte franjes te zien. Er zijn weliswaar verschillen waar te nemen in deze patronen; die zouden kunnen wijzen op het bestaan van ondersoorten, namelijk het dallitype en het trueitype. De bovenkaak bevat 23 tot 28 paar tanden, de onderkaak 24 tot 28 paar.
Een volwassen exemplaar is zo'n 2 meter lang. Mannetjes zijn doorgaans iets langer, tot 2,4 meter. Daarmee zijn ze groter dan andere bruinvissen. De pasgeboren kalveren zijn zo'n 0,7 meter lang.
Dall-bruinvissen wegen tussen 130 en 200 kilogram.

## Leefgebied
De Dall-bruinvis komt voor in gematigde streken in de Stille Oceaan. Ze leven er in diep kust- en oceaanwater, dit in tegenstelling tot andere bruinvissen. Het dallitype, het wijdst verspreide, komt voor van de grens met de Noordelijke IJszee tot Californië en tot het zuiden van Japan. Het trueitype komt voor in het noordwesten van de Stille Oceaan.

## Gedrag
Dalls bruinvissen zijn erg actief. Ze zwemmen net onder het oppervlak met snelheden rond 55 km/u. Het spoor van bubbels dat ze achterlaten doet denken aan een hanenkam of veer. Ze racen soms rond excursiebootjes.
Ze leven in kleine groepjes van 2 tot 10 exemplaren. Groepjes zijn niet erg afgescheiden van andere: soms gaan groepjes samen op jacht. Heel af en toe komen zelfs meer dan duizenden exemplaren op dezelfde plaats samen.
Dalls bruinvissen jagen op inktvissen en kleine vissen zoals heek, haring, makreel en lodde.

## Hybriden
Onderzoekers vonden in 1998 bewijs voor het bestaan van hybride vormen van Dalls bruinvissen en gewone bruinvissen. Dit zou ook het bestaan verklaren van enkele ontdekte vreemd gekleurde bruinvissen.

## Bescherming
Met honderdduizenden geschatte exemplaren is deze soort vrij veelvoorkomend. De grootste populatie zou zich bevinden in de Zee van Ochotsk. De soort staat echter wel onder druk van visserij, waarbij ze in netten verstrikt kunnen geraken, en de harpoenjacht uit Japan. In 1988 werden er 40.000 gedood, tot nu toe het record. Dankzij een resolutie van de Internationale Walvisvaartcommissie in 1990 is het aantal gedode exemplaren wel teruggelopen tot zo'n 15.000 jaarlijks. Dit maakt van de Dalls bruinvis de meest bejaagde walvis. Bij deze slachtoffers komen ook nog het onbekende aantal doden door bijvangst.